# Charles Dilke
Charles Dilke, właśc. sir  Charles Wentworth Dilke, 2. baronet (ur. 4 września 1843, zm. 26 stycznia 1911) – brytyjski polityk, członek Partii Liberalnej, minister w drugim rządzie Williama Ewarta Gladstone’a.

## Kariera polityczna
Był synem sir Charlesa Dilke'a, 1. baroneta. Wykształcenie odebrał w Westminster School oraz w Trinity Hall na Uniwersytecie Cambridge. Na studiach był przewodniczącym Cambridge Union Society. Po śmierci ojca w 1871 r. został 2. baronetem.
W 1868 r. został wybrany do Izby Gmin jako reprezentant okręgu Chelsea. W latach 1880–1882 był podsekretarzem stanu w Ministerstwie Spraw Zagranicznych. W 1882 r. został członkiem Tajnej Rady. W latach 1882–1885 był przewodniczącym Rady Samorządu Lokalnego. Na tym stanowisku prowadził negocjacje z konserwatywną większością w Izbie Lordów na temat przyjęcia Third Reform Act.

## Sprawa Crawfordów
Jego żoną była od 1884 r. historyk sztuki Emilia Frances Strong. Zarówno przed jak i w trakcie małżeństwa, Dilke miał romans z Ellen Smith, żoną Thomasa Eustace'a Smitha. W lipcu 1885 r. oskarżono go, że uwiódł również córkę swojej kochanki, Virginię, żonę deputowanego Donalda Crawforda. Ich romans miał rozpocząć się w roku ślubu Virginii w 1882 r. Pogłoski o tym romansie sprawiły, że Dilke przegrał wybory parlamentarne w 1886 r.
12 lutego 1886 r. rozpoczęła się sprawa rozwodowa Crawfordów. Sprawa zakończyła się wyrokiem zasądzającym rozwód, przy czym sędzia uznał Virginię za winną zdrady małżeńskiej z Dilke'em, ale uznał Dilke'a za niewinnego zdrady z Virginią. Po tym wyroku dziennikarz William Thomas Stead rozpoczął na łamach prasy kampanię przeciwko Dilke'owi. Polityk, chcąc oczyścić swoje imię, doprowadził do wznowienia sprawy przed sądem i przegrał. Ława przysięgłych uznała go winnym cudzołóstwa. Nie został jednak oskarżony o krzywoprzysięstwo.
Dilke został jeszcze w 1892 r. deputowanym z okręgu Forest of Dean, ale nie odgrywał już znaczącej roli na scenie politycznej. Zmarł w 1911 r.

## Publikacje
- Greater Britain, t. I-II, 1866–1867
- The British Army, 1888
- Problems of Greater Britain, t. I-II, 1890
- Imperial Defence, 1892
- Army Reform, 1898
- The British Empire, 1899